# Bolívar (Táchira)
Bolívar é um município da Venezuela localizado no estado de Táchira.
A capital do município é a cidade de San Antonio del Táchira.